# Escondido, California
Escondido, tiếng Tây Ban Nha có nghĩa là "trốn" là một thành phố ở quận San Diego, tây nam tiểu bang California, Hoa Kỳ. Đây là một trong những thành phố cổ nhất quận San Diego. Thành phố này nằm ở phía bắc của thành phố San Diego. Thành phố này có dân số 140.766, lớn thứ 4 ở quận San Diego.. Thành phố này có diện tích 94 km2 (36 dặm vuông), với độ cao trung bình 209 m (684 ft). Theo điều tra dân số năm 2000, người da trắng chiếm 67,8% dân số, người châu Á chiếm 4,5%, da đen chiếm 2,3%, thổ dân châu Mỹ 1,2%. Dân số của thành phố này là 140.766.
Các hoạt động kinh tế chính của thành phố này là bán lẻ (một trong những siêu thị bán lẻ lớn nhất Mỹ nằm ở đây) và y tế. Thành phố này có Công viên động vật hoang dã San Diego, Trung tâm nghệ thuật California và Tổ hợp giải trí Lawrence Welk và Tổ hợp trượt băng Iceoplex. Về phía đông của thành phố có Công viên lịch sử bang kỷ niệm trận San Pasqual.